# Градець (Софійська область)
Граде́ць (болг. Градец) — село в Софійській області Болгарії. Входить до складу общини Костинброд.

## Населення
За даними перепису населення 2011 року у селі проживали 297 осіб, з них 293 особи (99,7%) — болгари.
Розподіл населення за віком у 2011 році:
Динаміка населення: